# Juan Carlos González
Juan Carlos González Ortiz (22. srpna 1924 Montevideo – 15. února 2010 Buenos Aires) byl uruguayský fotbalista. Nastupoval především na postu obránce.
S uruguayskou reprezentací vyhrál mistrovství světa roku 1950. Na vítězném šampionátu nastoupil ke dvěma utkáním ze čtyř. V národním týmu působil v letech 1950–1952 a celkem za něj odehrál 7 zápasů.
S Peñarolem Montevideo se stal mistrem Uruguaye (1951).